# Роберт Грант Ејткен
Роберт Грант Ејткен (енгл. Robert Grant Aitken; Џексон, 31. децембар 1864 — Беркли, 29. октобар 1951) је био амерички астроном.

## Биографија
Рођен у Џексону, у Калифорнији, похађао је Вилијамс колеџ у Масачусетсу, стекао је диплому основних студија 1887. године. У периоду од 1887. до 1891. године, радио је као инструктор математике у Ливермору у Калифорнији, а затим је стекао звање магистра на колеџу Вилијамс 1892. године. Постао је професор математике на Пацифичком колеџу, у школи либералних уметности. Понуђен му је посао астронома асистента у опсерваторији Лик у Калифорнији 1895. године.
Започео је систематичну студију на тему дуплих звезда, мерећи њихове позиције и рачунајући њихове орбите једне око друге. Од 1899. године, у сарадњи са Хосијем, методички је направио велики каталог таквих звезда. Овај рад који је тада још увек трајао објављен је у билтенима опсерваторије Лик. Године 1905. је Хоси отишао, и Ејткен је наставио своје истраживање сам, и до 1915. године је открио око 3,100 нових бинарних звезда, поред 1,300 звезда које је открио Хоси. Резултати су објављени 1932. године под именом Нови генерални каталог дуплих звезда у оквиру 120° од Северног пола, са орбиталним информацијама које омогућавају астрономима да израчунају статистичку масу за велики број звезда. За свој рад на каталогизирању бинарних звезда је добио престижну Брус медаљу 1926. године.
Током своје каријере, Ејткен је измерио позиције и пребројао орбите комета и природне сателите планета. Године 1908. се придружио еклиптичној експедицији на острву Флинт у Централном Пацифику. Његов рад Бинарне звезде је објављен 1918. године, са другим издањем објављеним 1935. године. Након што се придружио Астрономском друштву Пацифика 1894. године, Ејткен је изабран за председника друштва 1899. и 1915. године. Године 1932. је држао предавање о Дарвину пред Краљевским астрономским друштвом, где је био члан-сарадник. Од 1918. до 1928. године, био је председник одбора за дупле звезде Интернационалне астрономске уније.
Ејткен је био делимично глув и користио се слушним апаратом. Оженио је Џеси Томас око 1888. године, и имао је три сина и једну ћерку. Џеси је преминула 1943. године. Његов унук, Роберт Бејкер Ејткен, био је нашироко познат као учитељ и аутор књига о зен будизму.

## Почасти
Награде
- Награда Лаланд Француске академије (1906. године, са Вилијамом Хосијем)
- Брус медаља (1926)
- Златна медаља Краљевског астрономског друштва (1932)
- Ритенхаус медаља(1934)
- Почесни научни докторат колеџа Пацифик, колеџа Вилијамс и Универзитета у Аризони, и почасни правни докторат Универзитета у калифорнији

Названо по њему
- Астероид 3070 Ејткен
- Кратер Ејткен на Месецу, део огромног басена Северни пол-Ејткен